# Cherchera abatesella
Cherchera abatesella är en fjärilsart som beskrevs av Dumont 1932. Cherchera abatesella ingår i släktet Cherchera och familjen mott. Inga underarter finns listade i Catalogue of Life.